# Guelta d'Archei
La Guelta d'Archei è una delle guelta più note del Sahara. Si trova nel plateau dell'Ennedi, nel nord-est del Ciad, a sud-est della città di Fada. La Guelta d'Archei è abitata da parecchie specie animali, tra cui il coccodrillo del deserto. Il piccolo gruppo di coccodrilli sopravvissuto nella Guelta d'Archei rappresenta una delle ultime colonie conosciute di questa specie nel Sahara.
La Guelta d'Archei si trova a quattro giorni di viaggio su mezzi 4x4 da N'Djamena, capitale del Ciad.